# جيسيكا أندرادي
جيسيكا أندرادي (من مواليد 25 سبتمبر 1991) هي فنانة فنون قتال مختلطة برازيلية.حيث تتنافس في قسم وزن الذبابة للسيدات.